# Уся правда про планету Ксі
Уся правда про планету Ксі — соціально-фантастичний роман масової художньої літератури авторства Януша Зайделя, випущений в 1983 році. Автор розглядає проблему соціальних устроїв, що є найбільш очевидним з іншого погляду на планеті Ксі.
Роман порушує такі теми, як тероризм, маніпуляція владою і релятивізм. Як і інші роботи Зайделя з того періоду, містить численні посилання на положення ПНР.

## Сюжет
Земляни відправили експедиційний конвой на планету Ксі в іншій Сонячній системі. Там мала бути встановлена перша колонія Землі за межами Сонячної системи. Безпосередньо перед посадкою, розпочався бунт — експедицію захопили терористи. Вони розірвали всі контакти із Землею. Після посадки на планеті починається будівництво поселень. Екіпаж конвою змушений працювати на будівництві секретного бункера для керівників повстання, і ті, хто не ходить на роботу, вони піддають гнобленню. Зрештою, екіпаж депортований в місце, розташоване в декількох сотнях кілометрів від поселення.
Пробудивши зі сну бездіяльних поселенців, терористи планують побудувати нове суспільство, в якому планують прищепити ненависть до Землі. Всі люди зазначені номером на чолі: терористи мають числа від 1 до 10,(відповідно до того як йде співпраця). Поселенці мають тризначні номери та вище. Для цілей пропаганди вони вигадують брехню: вони повідомляють поселенців, що Земля залишила їх без зброї, обладнання та харчових продуктів. Насправді самі терористи захопили вантаж і сховали їх у бункері. Прикликали також частину жінок, щоб мати свої власні гареми.
Один з членів екіпажу вирішує завоювати довіру повстанців і отримати їх милість, щоб в такий спосіб допомогти своїм друзям. Однак його план не повною мірою реалізований. Йому вдається захопити пором і знайти засланих друзів (серед них також була його кохана), але йому більше не довіряють — екіпаж вважає його зрадником. Герой вирушає в поодиноку подорож на Землю в той час, як страждає змішанням почуттів.
Тільки через 50 років після цих подій надсилається рятувальна експедиція на чолі з досвідченим космонавтом Слосом. Рятувальники на шляху стикаються з провідним пором конвою, на якому знаходять старого, божевільного космонавта, якому вдалося втекти. З його щоденника вони дізнаються долю поселенців.
Рятувальна експедиція вирішує вивчити ситуацію на планеті, хоча від посадки тодішнього екіпажу пройшли цілі десятиліття. Таємно переміщуючись, астронавти знаходять ієрархічне суспільство яким правлять нащадки терористів. В історії колонії є книга, написана людьми — єдиний документ, який могли прочитати люди. Книга вчить ненависть поселенців Землі, а через принципи навіть старі прибульці з Землі забули, що насправді сталося.
Після того, двоє проникливих космонавтів вирішує залишитися прихованими на планеті, щоб допомогти пригнобленим і обдуреним поселенцям, і знайти нащадків засланців. Слос повертається на Землю, щоб представити звіт і скласти план порятунку планети.